# 鸣矣河
鸣矣河，中游又称八街河，是云南省金沙江水系普渡河的一条重要支流，源头有两处，主源车木河发源于晋宁县西南部的白龙山，另一支发源于安宁市南部一六街大龙洞，由南向北，纵贯安宁南部农业区，最后在安宁市区南部的通仙村汇入螳螂川。全长77公里，流域面积908平方千米，多年平均径流量0.87亿立方米。其中安宁市境内流程71公里，径流面积588平方千米，多年平均径流量8900万立方米。主要支流有二街河、县街河等。鸣矣河是安宁市重要的灌溉水源，上游干流上建有中型水库车木河水库，为安宁市主要的饮用水源。